# Plaza de toros de Almadén
La plaza de toros de Almadén, o plaza Nueva, es un coso taurino ubicado en la localidad española de Almadén, en la provincia de Ciudad Real.

## Descripción
La plaza de toros se encuentra en la localidad ciudadrealeña de Almadén, en Castilla-La Mancha. También llamada Plaza Nueva, tiene forma hexagonal y dos pisos de altura. Está constituida por una sola manzana, integrada por veinticuatro viviendas al exterior, en cuyo patio interior se diseñó la plaza propiamente dicha.

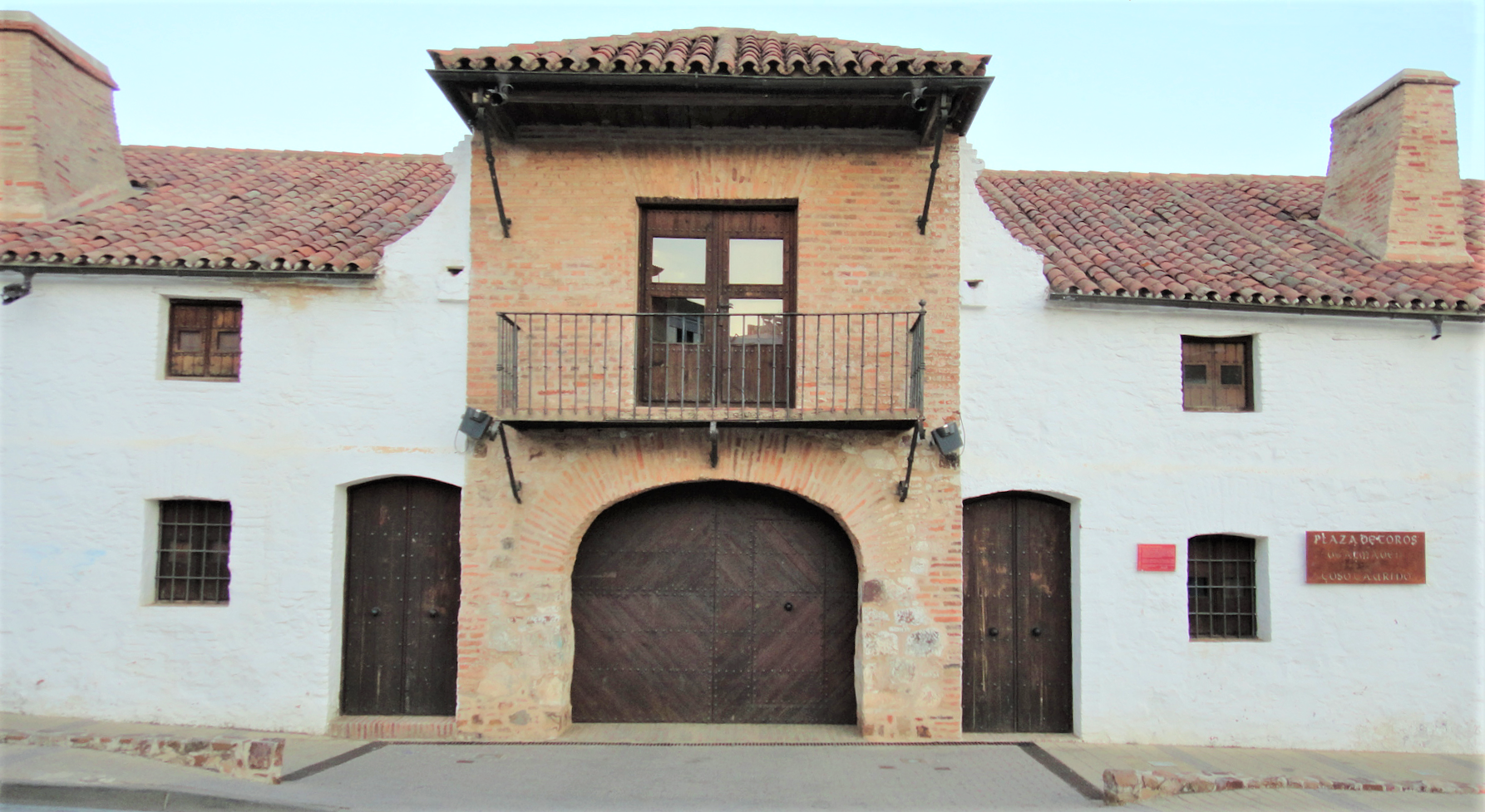
Portada de la plaza de toros

La plaza, cuya construcción se llevó a cabo entre 1752 y 1754, presenta en su entrada principal un amplio balcón con voladizo, que corresponde al palco presidencial, sobre el cual, por la fachada interior, existe un esbelto frontón con guardiciones neoclásicas, siendo el graderío inferior de sólida obra de mampostería.
Fue declarada monumento histórico-artístico, de carácter nacional, el 16 de noviembre de 1979, mediante un real decreto publicado el 18 de enero de 1980 en el Boletín Oficial del Estado. En la actualidad cuenta con el estatus de Bien de Interés Cultural. Forma parte de la Unión de Plazas de Toros Históricas desde sus inicios en el año 2001.